# 中央優良運転者免許更新センター

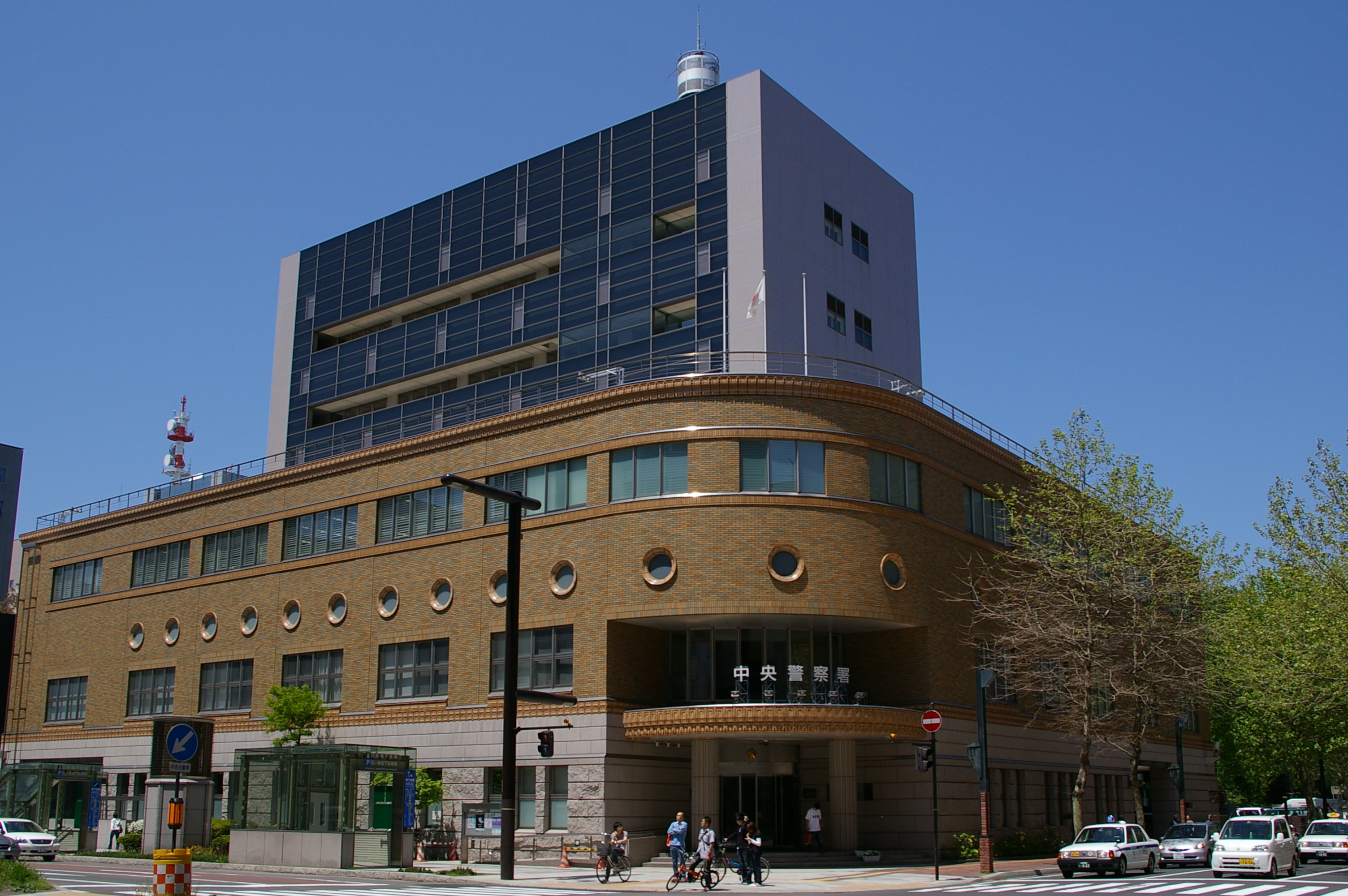
中央優良運転者免許更新センター

中央優良運転者免許更新センター（ちゅうおうゆうりょううんてんしゃめんきょこうしんセンター）は、北海道警察が管理する免許更新センター（参照：運転免許試験場）。中央警察署内にあり、更新業務は優良講習・一般講習・高齢者講習修了者のみ行なっている。

## 所在地
- 札幌市中央区北1条西5丁目（中央警察署内）

## 交通機関
- JR札幌駅から徒歩10分
- 地下鉄南北線 大通駅・さっぽろ駅から徒歩10分
- 地下鉄東西線 大通駅から徒歩10分
- 地下鉄東豊線 大通駅・さっぽろ駅から徒歩15分